# Psaliodes nictitans
Psaliodes nictitans är en fjärilsart som beskrevs av W. Warren 1904. Psaliodes nictitans ingår i släktet Psaliodes och familjen mätare. Inga underarter finns listade i Catalogue of Life.